# Linognathus brevicornis
Linognathus brevicornis är en insektsart som först beskrevs av Christoph Gottfried Andreas Giebel 1874.  Linognathus brevicornis ingår i släktet Linognathus och familjen nötlöss. Inga underarter finns listade i Catalogue of Life.